# Abdellah Benmansour
Abdellah Benmansour est un peintre algérien né à Tlemcen en Algérie en 1929. Il est actuellement considéré comme le doyen des peintres algériens.[Par qui ?]

## Biographie
Abdellah Benmansour entre à l'école coranique de son quartier et poursuivra ses études au collège de Slane à Tlemcen. Il part a paris pour rejoindre Art deco qu'il quitte en 1952.
Il est à l'origine de la conception du premier tract de l'ALN en janvier 1955, il s'est déplacé d'Alger à Mostaganem pour chercher la ronéo et les stencils vierges 
Son fils Choukry Benmansour  est un peintre qui exerce en France actuellement ,

## Exposition
En décembre 1959, il ouvre sa galerie d'art "SESAME" avec un cocktail de  peinture contemporaine (Carzou, Bernard Buffet, Planson, Mohamed Racim, Morvan, Duffy).
Il participe à la première exposition algérienne juste après l'indépendance de l'Algérie en 1964, au musée des arts décoratifs à Paris .